# Ernesto Maria Pasquali
Ernesto Maria Pasquali (Montù Beccaria, 1883 – Torino, 9 maggio 1919) è stato un regista e produttore cinematografico italiano.
Fu attivo a Torino dal 1908 al 1919.

## Biografia
Proveniente da una famiglia borghese piacentina, dopo la prematura morte della madre viene trasferito dal padre medico Vittorio in un collegio aostano. Trasferitosi a Torino intorno al 1896 presso lo zio deputato e filantropo, l'omonimo Ernesto Pasquali, frequenta l'istituto per ragionieri e negli stessi anni si appassiona alla scrittura e al teatro. 
Inizia una breve carriera giornalistica in vari giornali torinesi e piacentini, tra cui la Gazzetta del Popolo. Si distingue per lo stile brillante, ironico, attento con cui descrive i vari aspetti della vita (soprattutto culturale e sociale) torinese. 
Tenta anche la carriera di commediografo teatrale con alterni risultati (tra le sue rappresentazioni Il Porcellino d'Oro del 1904 con Tina Di Lorenzo, La Regina Fatale, del 1905, Alba Italica e L'amico Giacomo sempre del 1905), finché riesce ad essere assunto come soggettista prima, e regista poi, all'Ambrosio Film, una major cinematografica torinese dell'epoca. 
Forse i contrasti caratteriali con Ambrosio, o la sua voglia di indipendenza, lo allontanano dalla casa di produzione, e dopo un breve passaggio all'Aquila Film, decide di tentare la sorte in proprio come produttore. Pochi mesi dopo il matrimonio nel 1908 con Bianca Sapelli, figlia del noto costumista e scenografo Luigi (detto Caramba), fonda la Pasquali e Tempo con la partecipazione del farmacista Giuseppe Tempo, per poi trasformarla un anno dopo circa, forte dei primi successi, nella Pasquali & C, più nota come Pasquali Film. 
Se inizialmente alterna la regia alla produzione, dopo i primi mesi si dedica esclusivamente alla produzione, ma non solo. I numerosi rapporti con le istituzioni da lui intessuti si concretizzano nel 1911 con l'elezione a presidente dell'UIC, l'Unione Italiana Cinematografisti, la prima forma di corporativismo a più livelli (produzione, distribuzione, esercizio), dando grande contributo alla legiferazione cinematografica (tra cui l'istituzione di una censura unica centralizzata che facilitava l'accettazione e la messa in commercio dei film evitando che questi potessero scontrarsi con il potere dei prefetti locali). 
Dopo i primi anni di forte crescita (ricordiamo la serie comica di Polidor interpretata da Ferdinand Guillaume, e la serie gialla di Raffles), inizia un lento declino disseminato di momenti negativi. È il 1914 e la guerra scoppia in Europa costringendo inizialmente le case di produzione a chiudere i battenti per mancanza di tecnici, attori e pellicola vergine. La produzione di Pasquali cala, mentre la guerra confonde gli investitori nonché i gusti del pubblico, che per la prima volta si trovano di fronte alla massiccia presenza dei film americani. Nel 1915 realizza il primo teatro di posa per luce artificiale d'Europa, ma non basta. 
I suoi azionisti gli cedono le proprie azioni nel corso del 1916, contemporaneamente alla sua scoperta di avere una grave forma di ipertiroidismo. Rimasto solo al timone della sua azienda, e abbandonato dai suoi attori più famosi, nella ricerca di sostituirli si imbatte in una giovane e sconosciuta attrice polacca, da lui subito assunta e ribattezzata con il nome d'arte Diana Karenne. Solo per lei torna dietro la macchina da presa e la dirige in quelli che saranno (oltre che gli unici film girati assieme) le sue ultime regie. La vita professionale di Pasquali a quanto pare si fuse con quella sentimentale: voci circolanti nell'ambiente li videro vicini fino alla morte di lui. 
Dopo tre anni di lotte contro la malattia, Ernesto Pasquali muore a soli 36 anni nella sua casa torinese. I trafiletti dei giornali lo davano ancora al lavoro sul suo ultimo soggetto a pochi mesi dalla morte. La sua scomparsa decretò la fine anche della sua ditta, ormai sempre più improduttiva. 
Documenti inediti rinvenuti recentemente dall'autore di uno studio approfondito sulla sua figura rivelano un intellettuale creativo, imprevedibile, a volte austero, altre profondamente ironico, ma conscio del linguaggio del cinema, della scrittura, e realizzatore nel suo piccolo di grandi e piccole battaglie all'insegna dell'evoluzione del cinema.
Nel 2010 entra in produzione un film ispirato alla sua vita, Il vento fra le mura, diretto da Paolo d'Amato ed interpretato da Gianluca Testa.

## Filmografia

### Regista
- La giornata dell'ordinanza (1906)
- Il delitto di Beinasco (1906)
- Vendetta di pagliaccio (1907)
- La sorella (1907)
- La mamma (1907)
- La cavallina bréttone (1907)
- I dinamitardi (1907)
- Il telefono nel Medio Evo (1907)
- Il Natale di Totò (1909)
- Il ladro (1909)
- Fantocci di neve (1909)
- Ettore Fieramosca (1909)
- Capitan Fracassa (1909)
- Cirano de Bergerac (1909)
- Teodora imperatrice di Bisanzio (1909)
- Ultimo rifugio (1909)
- Una tragedia nell'ombra (1909)
- Alboino e Rosmunda (1909)
- Il castello avito (1910)
- Il biglietto da cento (1910)
- La dama di carità (1910)
- Il veterano (1910)
- Eroina calabrese (1910)
- L'usuraio (1910)
- Il mistero del cosacco (1910)
- Lo chauffeur (1910)
- Il carabiniere, co-regia con Ubaldo Maria Del Colle (1913)
- Pro paupere infirmo, co-regia con Ubaldo Maria Del Colle (1913)
- Quand l'amour réfleurit (1916)
- La contessa Arsenia (1916)
- Oltre la vita, oltre la morte (1916)
- Sofia di Kravonia (1916)

### Produttore cinematografico
- Jone o Gli ultimi giorni di Pompei, regia di Ubaldo Maria Del Colle e Giovanni Enrico Vidali (1913)
- L'ultima danza, regia di Umberto Paradisi (1914)